# 谢家台门
谢家台门是位于浙江省绍兴市的一处明代台门建筑，位于古城南部的越城区塔山街道，塔山小学旁，延安路413号。
谢家台门是典型的江南明清建筑，粉墙黛瓦，共三进，仍是聚族而居。2002年，谢家台门公布为绍兴市文物保护单位。